# IC 4031
IC 4031 је елиптична галаксија у сазвјежђу Ловачки пси која се налази на листи објеката дубоког неба у Индекс каталогу.
Деклинација објекта је + 39° 8' 42" а ректасцензија 13h 0m 15,5s. Привидна величина (магнитуда) објекта IC 4031 износи 15,5 а фотографска магнитуда 16,5.